# CA Defensores de Belgrano
A CA Defensores de Belgrano egy argentin labdarúgócsapat Buenos Aires városában. A egyesületet 1906. május 25-én alapították. A klub jelenleg a másodosztályban szerepel és a 9 000 néző befogadására alkalmas Estadio Juan Pasquale-ban játssza hazai mérkőzéseit. A klub színei a piros és a fekete.

## Jelenlegi keret
2022. július 14. szerint.
| # |     | Poszt | Név                                               |
| - | --- | ----- | ------------------------------------------------- |
|   | ARG | K     | Mariano Monllor                                   |
|   | ARG | K     | Fernando Otárola                                  |
|   | ARG | K     | Agustín Scilingo                                  |
|   | ARG | V     | Maximiliano Centurión                             |
|   | ARG | V     | Emir Faccioli                                     |
|   | ARG | V     | Gonzalo Mottes                                    |
|   | ARG | V     | Luciano Goux                                      |
|   | ARG | V     | Rodrigo Mazur                                     |
|   | ARG | V     | Nicolás Álvarez                                   |
|   | ARG | V     | Mauro Luque (kölcsönben a Racing Club csapatától) |
|   | ARG | V     | Francisco Martínez                                |
|   | ARG | V     | Christian Moreno                                  |
|   | ARG | KP    | Marcos Rivadero                                   |
|   | ARG | KP    | Agustín Benítez                                   |

| # |     | Poszt | Név                                                               |
| - | --- | ----- | ----------------------------------------------------------------- |
|   | ARG | KP    | Francisco Solé (kölcsönben a Barracas Central csapatától)         |
|   | ARG | KP    | Martín Rio                                                        |
|   | ARG | KP    | Juan Manuel Olivares                                              |
|   | ARG | KP    | Fernando Chávez (kölcsönben az Independiente csapatától)          |
|   | ARG | KP    | Cristián Sánchez                                                  |
|   | ARG | KP    | Ramiro Rumbolo                                                    |
|   | ARG | CS    | Francisco Ilarregui (kölcsönben az Argentinos Juniors csapatától) |
|   | ARG | CS    | Ramiro Cáseres                                                    |
|   | ARG | CS    | Ezequiel Aguirre                                                  |
|   | ARG | CS    | Nahuel Piethe                                                     |
|   | ARG | CS    | Nicolás Benegas                                                   |
|   | ARG | CS    | Iván Sandoval                                                     |
|   | ARG | CS    | Juan Ignacio Baiardino (kölcsönben a Boca Juniors csapatától)     |

## Fordítás
Ez a szócikk részben vagy egészben  a   Defensores de Belgrano című angol Wikipédia-szócikk fordításán alapul.  Az eredeti cikk szerkesztőit annak laptörténete sorolja fel. Ez a jelzés csupán a megfogalmazás eredetét és a szerzői jogokat jelzi, nem szolgál a cikkben szereplő információk forrásmegjelöléseként.